# Aeroportul Internațional Fairbanks
Aeroportul Internațional Fairbanks (în engleză Fairbanks International Airport) (IATA: FAI, ICAO: PAFA, FAA LID: FAI) este un aeroport din Fairbanks North Star Borough, Alaska, Alaska, Statele Unite ale Americii ce deservește zona Fairbanks. Aeroportul a fost tranzitat în 2019 de 1.124.840 de pasageri. A fost deschis în 1951 și numit după zona deservită.
Situat la o altitudine de 134 m, aeroportul dispune de 3 piste. Este operat de Alaska Department of Transportation & Public Facilities⁠(d).

## Infrastructură

### Piste
Eroare Lua în Modul:Runway la linia 21: attempt to concatenate local 'surface' (a nil value)